# Lower Raydon
Lower Raydon is een gehucht in het Engelse graafschap Suffolk. Het maakt deel van de civil parish Raydon en district Babergh. Het gehucht telt vier monumentale panden, te weten een schuur ten noorden van Barn to Spider Hall, Lodge to Spider Hall, Ponds Farmhouse en Spider Hall.